# Beside You in Time
Beside You in Time — концертний відео-альбом американського індастріал-гурту Nine Inch Nails, що вийшов 26 лютого 2007. Beside You in Time відеозвіт про турне 2006 року Live: With Teeth по Північній Америці.

## Про альбом
Beside You in Time є двадцять другим офіційним релізом Nine Inch Nails (halo 22). Випущений в трьох форматах: DVD, HD DVD і Blu-ray. Названий по передостанньому треку альбому With Teeth.
Як основний матеріал на диску представлений відеозвіт про виступи Nine Inch Nails у рамках турне Live: With Teeth по Північній Америці на підтримку альбому With Teeth. Турне відбулося на початку 2006 року.
Також в диск включені два відеокліпи на композиції «The Hand That Feeds» (режисер — Роб Шерідан) та «Only» (режисер — Девід Фінчер), записи репетицій 2005 року (виконання пісень «Love Is Not Enough», «Every Day Is Exactly the Same» і «The Collector») та фотогалерея. Інтерактивна дискографія гурту доступна лише на DVD-релізі (в іншому зміст DVD, HD DVD і Blu-ray дисків ідентично).

## Список композицій
Автор музики і слів Трент Резнор. 
| North American Winter Tour 2006 | North American Winter Tour 2006 | North American Winter Tour 2006 |
| #                               | Назва                           | Тривалість                      |
| ------------------------------- | ------------------------------- | ------------------------------- |
| 1.                              | «Love Is Not Enough»            | 3:50                            |
| 2.                              | «You Know What You Are»         | 3:23                            |
| 3.                              | «Terrible Lie»                  | 5:00                            |
| 4.                              | «The Line Begins to Blur»       | 3:53                            |
| 5.                              | «March of the Pigs»             | 4:02                            |
| 6.                              | «Something I Can Never Have»    | 6:21                            |
| 7.                              | «Closer»                        | 4:29                            |
| 8.                              | «Burn»                          | 4:54                            |
| 9.                              | «Gave Up»                       | 4:30                            |
| 10.                             | «Eraser»                        | 5:06                            |
| 11.                             | «Right Where It Belongs»        | 5:06                            |
| 12.                             | «Beside You in Time»            | 5:08                            |
| 13.                             | «With Teeth»                    | 5:08                            |
| 14.                             | «Wish»                          | 4:27                            |
| 15.                             | «Only»                          | 4:27                            |
| 16.                             | «The Big Come Down»             | 4:03                            |
| 17.                             | «Hurt»                          | 6:06                            |
| 18.                             | «The Hand That Feeds»           | 3:41                            |
| 19.                             | «Head Like a Hole»              | 4:18                            |

Додатково на диску містяться матеріали про літнє турне 2006 року — п'ять концертних відео:
| North American Summer Tour 2006 | North American Summer Tour 2006 | North American Summer Tour 2006 |
| #                               | Назва                           | Тривалість                      |
| ------------------------------- | ------------------------------- | ------------------------------- |
| 1.                              | «Somewhat Damaged»              | 3:51                            |
| 2.                              | «Closer»                        | 4:36                            |
| 3.                              | «Help Me I Am in Hell»          | 2:41                            |
| 4.                              | «Non-Entity»                    | 3:39                            |
| 5.                              | «Only»                          | 4:02                            |

## Учасники запису
- Трент Резнор — вокал, гітара, клавішні, бубон,
- Джорді Вайт — бас-гітара, гітара, клавішні, вокал
- Алессандро Кортіні — синтезатор, гітара, вокал
- Аарон Норт — гітара, вокал
- Джош Фріз — ударні
- Джером Діллон — ударні (на репетиціях 2005)